# Pizza alle quattro stagioni
La pizza alle quattro stagioni (chiamata anche pizza 4 stagioni, pizza quattro stagioni o semplicemente la quattro stagioni) è una varietà di pizza che viene preparata con diversi condimenti, ripartiti in quattro diverse sezioni, ognuna delle quali richiama una delle quattro stagioni dell'anno. Generalmente la pizza si compone di 4 ingredienti caratterizzanti della propria stagione: i carciofini rappresentano la primavera, il pomodoro e il basilico corrispondono all'estate, i funghi figurano l'autunno e il prosciutto e le olive simboleggiano l'inverno. In alcune versioni, tale quarto è sostituito con del salamino piccante o con della salsiccia.

## Descrizione
È preparata tradizionalmente con pasta per pizza e una base con salsa di pomodori pelati, mozzarella e olio extravergine di oliva; nelle quattro diverse sezioni sono poi sistemati separatamente: prosciutto cotto e olive, carciofini sott'olio, pomodori e basilico e funghi. Possono essere usati anche differenti condimenti per guarnire i quattro quadranti.
I medesimi ingredienti della quattro stagioni sono presenti, benché tutti insieme sparsi, nella capricciosa.